# Менаше (региональный совет)
Менаше — региональный совет в Хайфском административном округе Израиля, расположенный к востоку от Хадеры. Региональный совет получил муниципальный статус в 1950 году.
На гербе регионального совета изображена антилопа как символ животного мира, существовавшего раньше в этих местах.
В состав регионального совета входят 10 кибуцев, 6 мошавов, две арабские деревни в южной части Нахаль-Ирон и два общинных поселения. Площадь регионального совета составляет примерно 112 390 квадратных километров.

## Население
По статистическим данным Центрального статистического бюро Израиля население регионального совета на 2024 год составляет 22 520 человек.